# Weefpuzzel

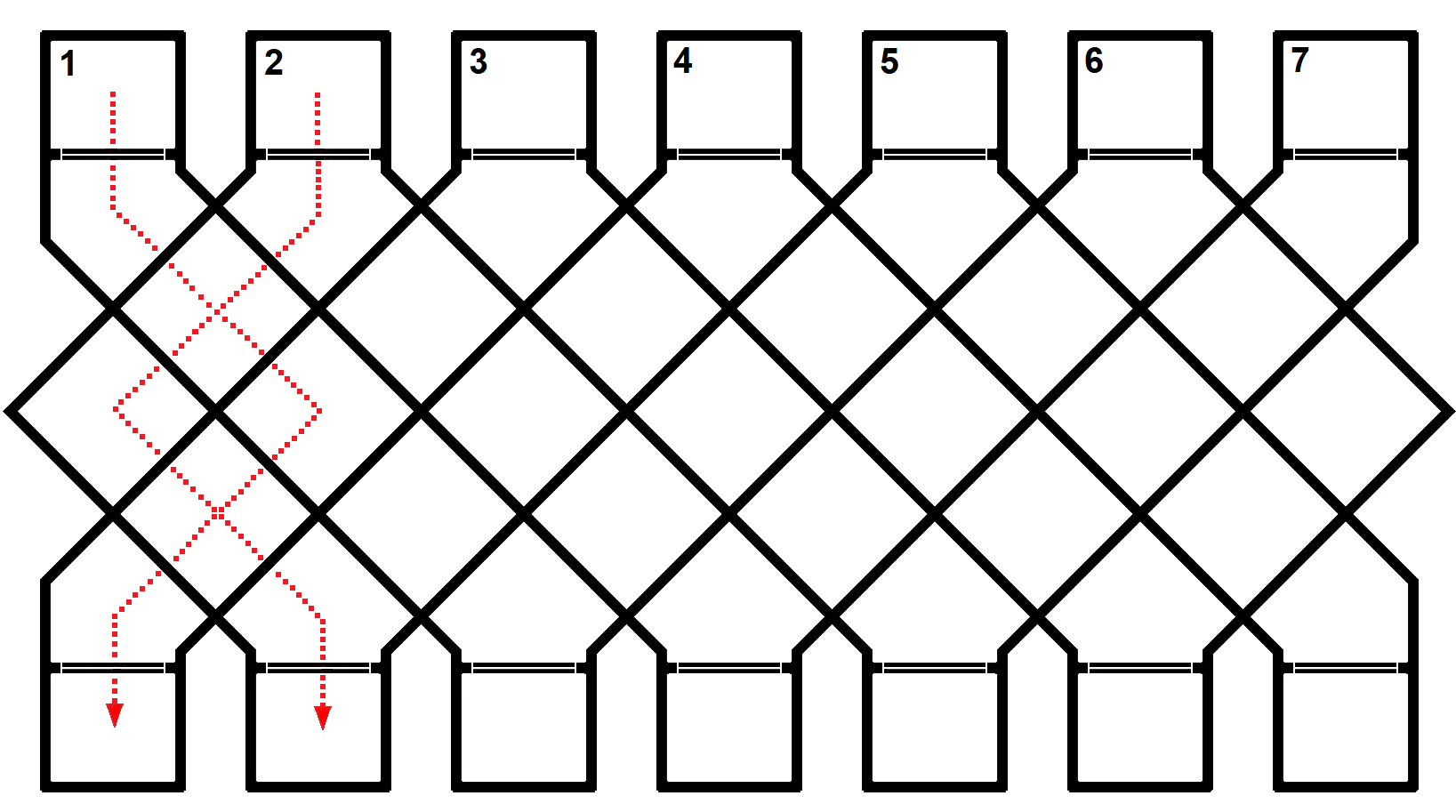
Weefpuzzel

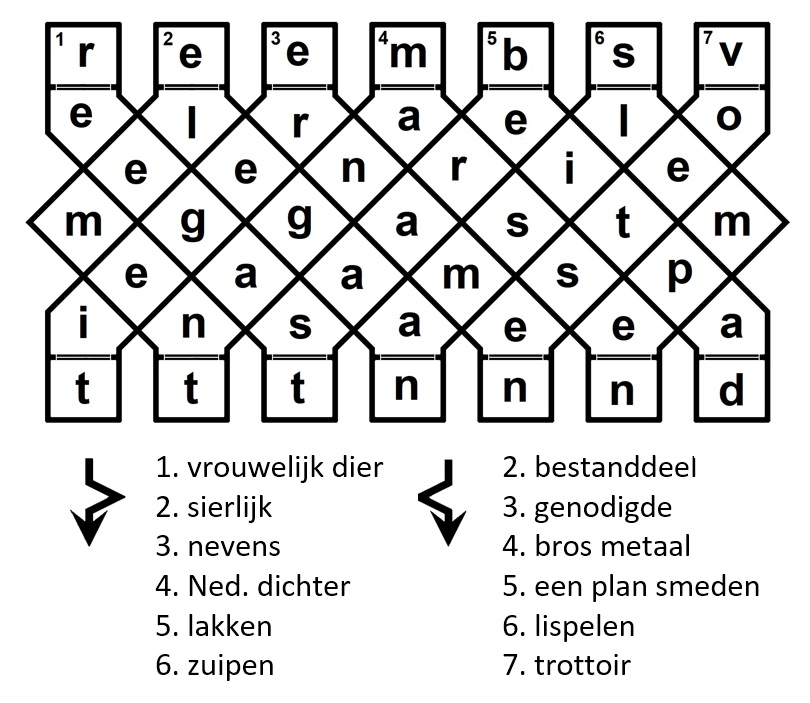
Ingevulde weefpuzzel

Een weefpuzzel is een woordpuzzel met woorden die elkaar meerdere malen kruisen.
De weefpuzzel werd bedacht in Polen en is genoemd naar het weven van stoffen. Het diagram bestaat uit ruitjes zoals bij slashpuzzels. De oplossingswoorden zijn meestal van gelijke lengte.
Woorden dienen vanuit de bovenste nummertjes te worden ingevuld. Omdat dit beurtelings linksom en rechtsom gaat, is de omschrijving 'verticaal' vervangen door pijlen met een bocht naar rechts/links.
Aanvulpuzzel
· anagrampuzzel
· citaatpuzzel
· cryptogram
· doorloper
· droedel
· filippine
· hartbrekerpuzzel
· kruiswoordpuzzel
· paardensprong
· paspuzzel
· pentagrampuzzel
· petpuzzel
· rebus
· scrabble
· slashpuzzel
· spiraalpuzzel
· taartpuzzel
· weefpuzzel
· woordritsen
· woordladder
· woordvlechten
· woordworm
· woordzoeker
· wordfeud
· wordle
· wurdian
· Zweedse puzzel